# Alnwick-Haldimand
Alnwick-Haldimand – gmina (ang. township) w Kanadzie, w prowincji Ontario, w hrabstwie Northumberland.
Powierzchnia Alnwick-Haldimand to 398,33 km².
Według danych spisu powszechnego z roku 2001 Alnwick-Haldimand liczy 5846 mieszkańców (14,68 os./km²).